# Esra Gümüş
Pour les articles homonymes, voir Gümüş (homonymie).
Esra Gümüş est une ancienne joueuse de volley-ball turque née le 2 octobre 1982 à Ankara. Elle mesure 1,81 m et jouait au poste de réceptionneuse-attaquante. Elle a totalisé 113 sélections en équipe de Turquie. Elle est mariée au volleyeur turc Mustafa Kırıcı. Elle a mis un terme à sa carrière de volleyeuse professionnelle en 2017.

## Clubs
| Club                | De        | À         |
| ------------------- | --------- | --------- |
| Ankara Vakifbank    | 1994-1995 | 1999-2000 |
| Yeşilyurt İstanbul  | 2000-2001 | 2003-2004 |
| Eczacıbaşı İstanbul | 2004-2005 | 2014-2015 |
| Nilüfer Belediye    | 2015-2016 | 2015-2016 |
| Sarıyer Belediyesi  | 2016-2017 | 2016-2017 |

## Palmarès

### Équipe nationale
- Championnat d'Europe
  - Finaliste : 2003.
- Ligue européenne
  - Finaliste :  2009.

### Clubs
- Championnat de Turquie
  - Vainqueur : 2006, 2007, 2008, 2012.
  - Finaliste : 2013.
- Coupe de Turquie
  - Vainqueur : 2011, 2012.
  - Finaliste : 2013.
- Supercoupe de Turquie
  - Vainqueur: 2011, 2012.
  - Finaliste : 2009, 2013.
- Ligue des champions
  - Vainqueur: 2015.
- Championnat du monde des clubs
  - Vainqueur : 2015.